# Jerzy Szaniawski
Jerzy Szaniawski (ur. 10 lutego 1886 w Zegrzynku, zm. 16 marca 1970 w Warszawie) – polski dramaturg, felietonista i pisarz, członek Polskiej Akademii Literatury. Sławę przyniosła mu m.in. seria opowiadań o profesorze Tutce.

## Życiorys
Urodził się 10 lutego 1886 roku w Zegrzynku nad Narwią, w rodzinie ziemiańskiej o inteligenckich korzeniach. Ojciec, Zygmunt Szaniawski, pisywał do „Przeglądu Tygodniowego”; matka, Wanda z d. Wysłouch (1851–1932). Obaj dziadkowie Jerzego, Ludwik Wysłouch oraz Julian Szaniawski, byli powstańcami styczniowymi. W domu Szaniawskich bywali m.in. Maria Konopnicka, Klemens Junosza, Konrad Prószyński i Bolesław Wysłouch.
Po ukończeniu warszawskiego gimnazjum Szaniawski zaczął studia przyrodnicze, wyjechał też do Lozanny, by uczyć się w Instytucie Rolniczym. Później wrócił do rodzinnego majątku; unikał kontaktu z ludźmi, był niechętny artystycznej śmietance Warszawy.
Debiutował w 1912 roku na łamach „Kuriera Warszawskiego”. Pięć lat później jego sztuka Murzyn została wystawiona na deskach Teatru Polskiego. Po sukcesie przedstawienia z Ireną Solską w roli głównej Szaniawski stał się wziętym dramatopisarzem. W latach 20. napisał m.in. Papierowego kochanka, Lekkoducha, Ptaka; jego dramaty wystawiał m.in. teatr Reduta Juliusza Osterwy. W 1924 roku Szaniawski napisał swą jedyną powieść – Miłość i rzeczy poważne.
Lata 30. przyniosły Szaniawskiemu uznanie środowiska, szacunek m.in. Boya-Żeleńskiego oraz liczne nagrody literackie (które umożliwiły mu wybranie w 1933 roku do Polskiej Akademii Literatury). W jego dramatach grali Kazimierz Junosza-Stępowski i Mieczysław Frenkiel, wystawiano je także w teatrze radiowym, służyły także jako scenariusze spektakli telewizyjnych.
Po wybuchu wojny Szaniawski przeniósł się z Zegrzynka do Warszawy, gdzie działał w ruchu oporu. W 1944 roku został aresztowany, po uwolnieniu wyjechał do Krakowa, gdzie opublikował Dwa teatry. Współpracował z prasą codzienną, pisząc cykl miniatur o profesorze Tutce. Odmówił jednak tworzenia w stylu realizmu socjalistycznego, skutkiem czego, począwszy od szczecińskiego zjazdu Związku Literatów Polskich w styczniu 1949 roku (na którym oficjalnie zadekretowano socrealizm i rozprawiono się z szeregiem twórców m.in. Szaniawskim i Zawieyskim) do 1955 roku, nie mógł wystawiać ani wydawać swojej twórczości. Wyjątkiem był „Przekrój”, któremu do 1952 pozwolono na drukowanie cyklu o profesorze Tutce.
W marcu 1950 roku Szaniawski ponownie zamieszkał w Zegrzynku, starając się zadbać o opuszczony i zaniedbany dotąd dworek rodzinny. W dworku nie było wówczas światła, ani kanalizacji, ziemia nie była uprawiana i zapuszczona, a budynki gospodarcze zniszczone. Szaniawskiemi zabrano część ziemi na rzecz PGR w ramach reformy rolnej i w ten sposób z majątku rodzinnego pozostało mu 30 ha ziemi (15 ha ziemi ornej, 10 ha lasów, 5 ha sadów). Szaniawski zalegał wówczas z podatkami naliczanymi już od 1945 roku przez co groziło mu przejęcie reszty majątku przez skarb państwa. Szaniawski był traktowany jak kułak i w związku z tym nałożono na niego dodatkowe podatki. W latach 50. rozpoczął się również konflikt z dyrektorem PGR-u, który według niektórych relacji miał nasyłać swoich pracowników, żeby rozkradali majątek Szaniawskiego i utrudniali funkcjonowanie gospodarstwa.
W początku odwilży 1 marca 1955 Związek Literatów Polskich zorganizował mu huczny jubileusz, po którym zaczął znowu wydawać i wystawiać. Krótkie sukcesy kolejnych dramatów – m.in. Łuczniczki i Dziewięciu lat – nie zmieniły jednak faktu, że Szaniawski najlepszy okres twórczy miał już za sobą. Okres ten zamknęła, na początku lat sześćdziesiątych, śmierć Wandy Natolskiej, oddanej mu gospodyni i lokatorki w dworku, bez której nie dałby sobie rady z niechętnym mu otoczeniem – w tym z sąsiadami, lokalnymi władzami i PGR-em, a także z coraz większym naporem cywilizacyjnym na spokojne i dzikie dotąd tereny, po zbudowaniu zapory w Dębem i powstaniu Zalewu Zegrzyńskiego.
Miał kilka partnerek w tym Wandę Leśmian, córkę Bolesława Leśmiana, która jednak nie zamieszkała z nim na stałe oraz Wandę Natolską, która mieszkała z nim stosunkowo długo i pomagała w domu. Po śmierci Natolskiej miał zaproponować małżeństwo swojej wielkiej miłości, malarce Carlotcie Bologna, która jednak odrzuciła oświadczyny. Ożenił się dopiero w listopadzie 1961 roku, w wieku 76 lat, z młodszą o dwie dekady malarką Wandą Anitą Szatkowską.
W latach 1966–68, na podstawie opowiadań Szaniawskiego, powstał dwuczęściowy serial „Klub profesora Tutki” w reżyserii Andrzeja Kondratiuka.
W 1969 roku Jerzy Szaniawski trafił do szpitala z udarem mózgu, ale został wypisany na życzenie żony. Żona postanowiła leczyć go kontrowersyjnymi metodami w wynajętym pokoju w Warszawie. Zmarł 16 marca 1970 roku w Warszawie. Został pochowany na cmentarzu Wojskowym na Powązkach (kwatera A32-2-13).
We wrześniu 1977 roku spłonął doszczętnie dworek w Zegrzynku, zamieszkiwany przez wdowę. Okoliczności pożaru pozostają niejasne. Joanna Iwaszkiewicz twierdziła, że jeszcze w sierpniu 1977 roku Szaniawska groziła, że jeśli ktoś spróbuje przejąć dwór, to go podpali. Sam konflikt z lokalnymi przedstawicielami władz ciągnął się od lat 50. i pisała o nim jeszcze Wanda Natolska do Carlotty Bologna. Według jednych relacji pożar wywołało dwóch włamywaczy, według innych Szatkowska sama ich zaprosiła i podpaliła dwór. Faktem jest, że ogień pochłonął większość wnętrz w tym liczne niepublikowane utwory. Szaniawski wspominał, że napisał 77 dramatów, a wydrukowano około 30.
W 1975 roku powstał film Bielszy niż śnieg w reżyserii Wojciecha Marczewskiego, który nawiązywał do ostatnich lat życia Szaniawskiego (główne role zagrali Jerzy Block i Halina Gryglaszewska), który miał być ubezwłasnowolniony przez żonę. Relacjom z żoną poświęcona jest monodram autorstwa Remigiusza Grzeli „Uwaga – złe psy!” z marca 2006 roku. Według tej relacji chora psychicznie żona znęcała się nad pisarzem i miała leczyć chorego pisarza domowymi metodami. Podobny, choć bardziej zniuansowany, obraz tego związku i ostatnich lat był w filmie dokumentalnym z 2007 roku, napisanym i wyreżyserowany przez Antoniego Nykowskiego. O prywatnym życiu Szaniawskiego traktuje również książka Krystyny Kolińskiej Szaniawski. Zawsze tajemniczy z 2009 roku, która częściowo dementuje plotki twierdząc, że izolował się na własne życzenie, choć częściowo potwierdza historię o niezrównoważonej żonie, która po pożarze dworku miała trafić do Szpitala Tworkowskiego. 

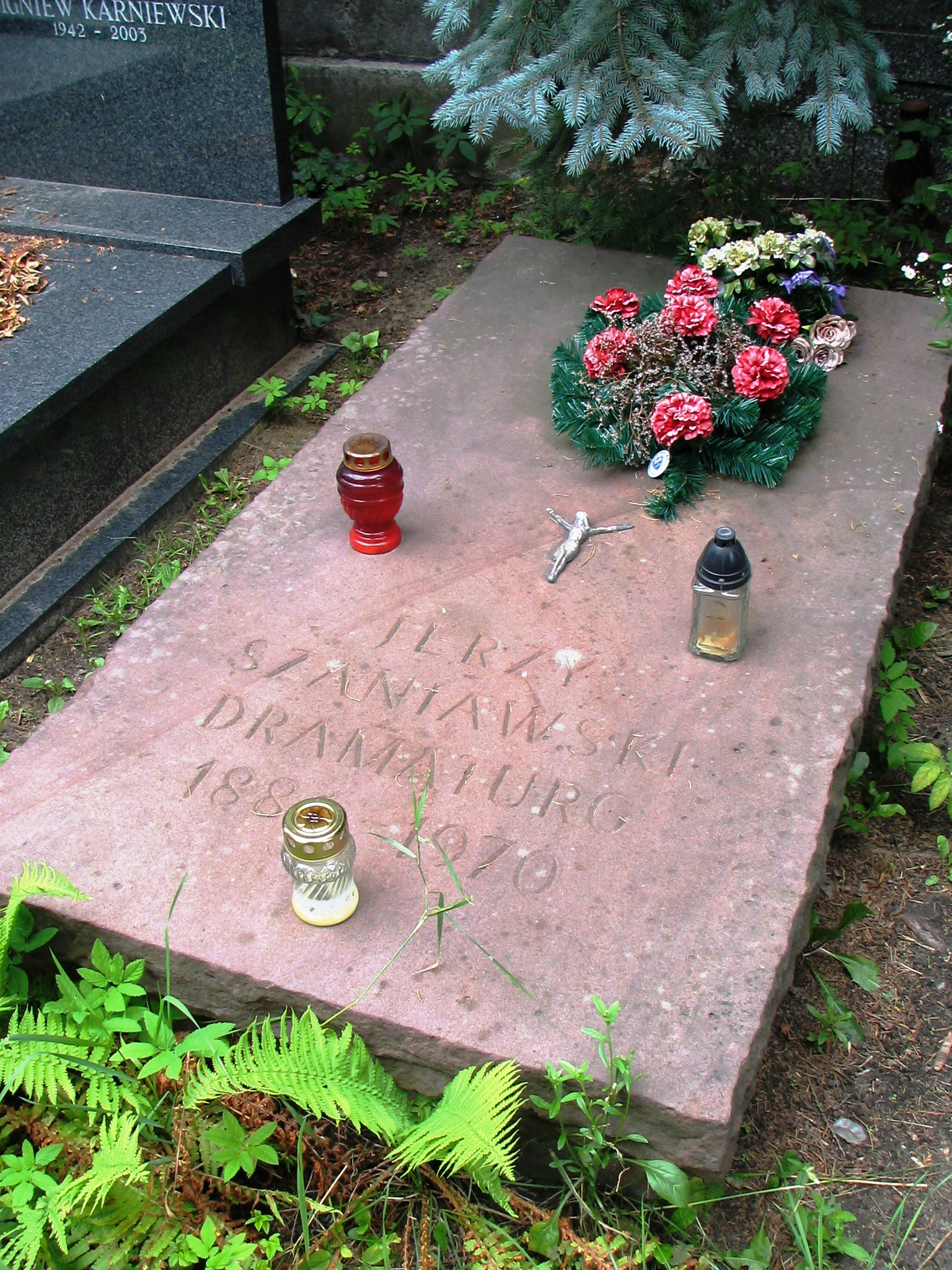
Grób Jerzego Szaniawskiego na cmentarzu Wojskowym na Powązkach

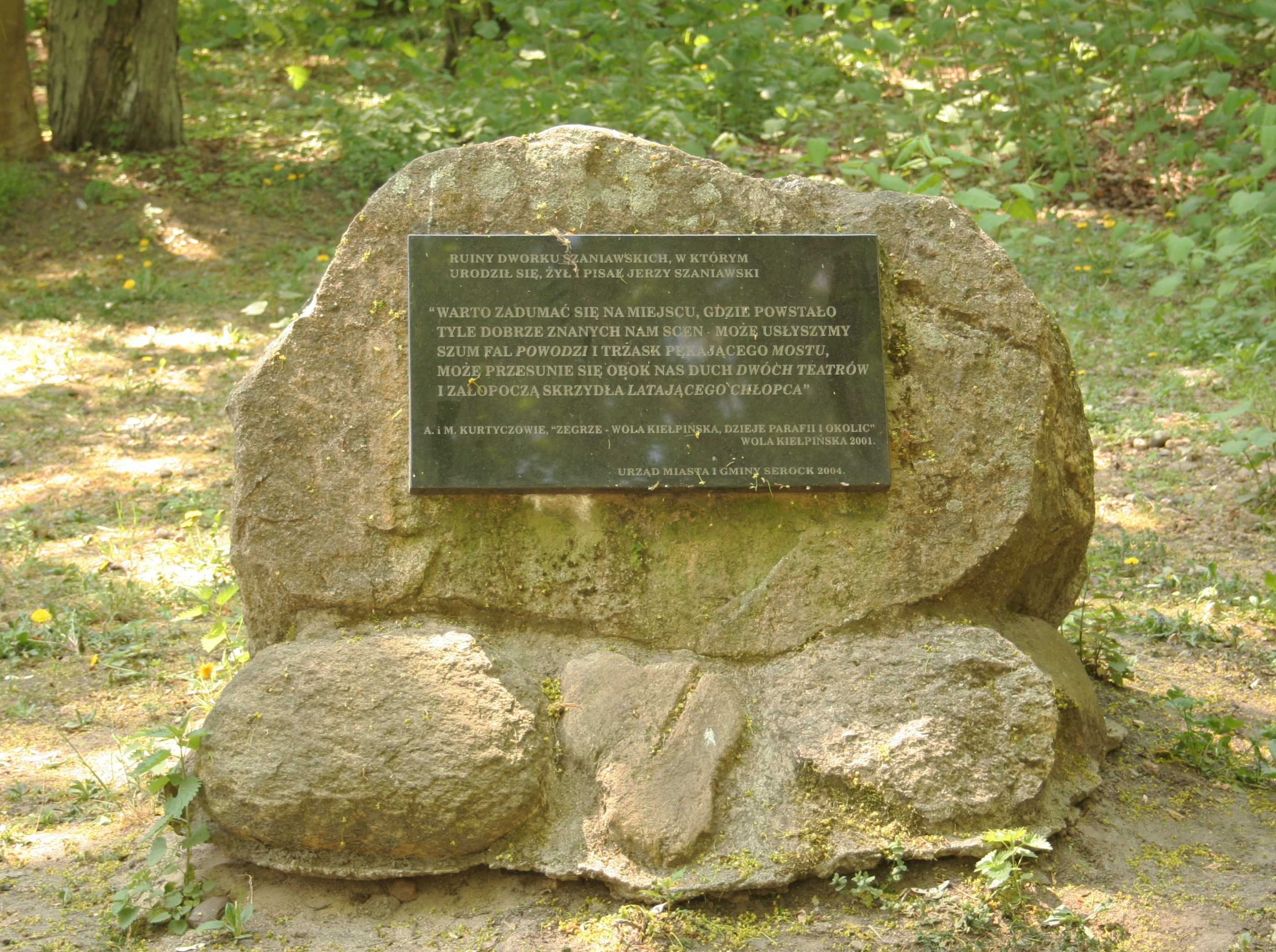
Kamień pamiątkowy w dworku Szaniawskich, gdzie tworzył Jerzy Szaniawski

## Twórczość

### Dramaty sceniczne
- Murzyn (1917)
- Papierowy kochanek (1920)
- Ewa (1921)
- Lekkoduch (1923)
- Ptak (1923)
- Żeglarz (1925)
- Adwokat i róże (1929)
- Fortepian (1932)
- Most (1933)
- Dwa teatry (1946)
- Kowal, pieniądze i gwiazdy (1948)
- Chłopiec latający (1949)
- Łuczniczka (1959)
- Dziewięć lat (1960)

### Sztuki radiowe
- Zegarek (1935)
- W lesie (1937)
- Służbista (1938)
- Srebrne lichtarze (1938)
- Dziewczyna z lasu (1939)

### Inne formy i wydawnictwa
- Miłość i rzeczy poważne (1924) – powieść
- Łgarze pod Złotą Kotwicą (1928) – zbiór debiutanckich opowiadań publikowanych w prasie od 1912
- Profesor Tutka i inne opowiadania (1954)
- Juliusz Osterwa (1956) – z J. Hennelową
- W pobliżu teatru (1956) – wspomnienia
- Dramaty zebrane (1958)
- Profesor Tutka: Nowe opowiadania (1962)

## Ordery i odznaczenia
- Krzyż Komandorski z Gwiazdą Orderu Odrodzenia Polski[19]
- Krzyż Komandorski Orderu Odrodzenia Polski (10 lutego 1955)[20]
- Krzyż Oficerski Orderu Odrodzenia Polski (11 listopada 1934)[21]
- Złoty Krzyż Zasługi (15 czerwca 1946)[22]

## Upamiętnienie
- 24 listopada 1975 w Warszawie jednej z ulic na terenie obecnej dzielnicy Żoliborz zostało nadanie imię Jerzego Szaniawskiego[23].
- W 1977 roku imię Jerzego Szaniawskiego nadano rezerwatowi leśnemu znajdującemu się w pobliżu dawnego dworku w Zegrzynku.
- W 1980 r. Teatr Dramatyczny w Płocku otrzymał imię Jerzego Szaniawskiego.
- Imię Szaniawskiego nosi także Teatr Dramatyczny w Wałbrzychu.